# Виленка (Томская область)
Виле́нка — упразднённая деревня в Томском районе Томской области. На момент упразднения входила в состав Светленского сельского округа. Упразднена в 2004 году.

## Географическое положение
Селение располагалось на Самусьском тракте, в около 35 км к северу от Томска, близ левого берега речки Самуськи (территория правобережья таёжной поймы реки Томи).

## История
Селение как переселенческий посёлок Виленский было основано в 1897 году белорусскими и прибалтийскими переселенцами из Витебской и (в основном) из Виленской губерний.
В 1911 году посёлок Виленский (на участке Бросовском, территория Томской лесной дачи) состоял из 67 дворов в которых жили 195 душ мужского пола, 186 душ женского пола. Имелись хлебозапасный магазин и мукомольная водяная мельница.
До 1925 года посёлок Виленский относился к Петропавловской волости Томского уезда Томской губернии.
В 1926 году деревня Виленка состояла из 71 хозяйства, в составе Виленского сельсовета (центр — деревня Поперечка) 1-го Томского горрайона Томского округа Сибирского края.
С объединения с 1930 года центр Песоченского сельсовета (в 1930 году были объединены Виленский и Песоченский сельсоветы), с 1933 года по 1935 год — Петропавловского сельсовета (после объединения Песоченского и Петропавловского сельсоветов).
С 1935 года — в составе Песоченского сельсовета, с 1953 года — Петропавловского.
С 1938 по 1955 годы в деревне действовала промартель «Красный Пихтовар». В 1930-е и 1940-е годы здесь действовал колхоз «Латгалец».
В эти же годы здесь начинает действовать спецкомендатура Сиблага, сюда ссылались раскрестьяненные и раскулаченные жители южных хлеборобных районов Сибири (нынешние территории Новосибирской области и Алтайского края). В 1940 году сюда были сосланы семьи из Прибалтики, присоединившейся к СССР.
В 1936 по 1963 гг. входила в состав Туганского района.
В 1949 году территории к северу от Томска (практически до села Самусь) были выведены в состав закрытой (секретной) территории создаваемого Сибирского химического комбината и закрытого города Томск-7. Жители Виленки (те, кто были гражданами, не имевшие судимостей и ограничений в избирательных правах) стали массово переезжать жить и работать в это создаваемое всего в 15 км южнее и перспективное закрытое административно-территориальное образование.
После начала «хрущёвской оттепели» 1950-х гг. и закрытия лагпунктов и спецкомендатур системы ГУЛАГа, невольные поселенцы Виленки, оказавшиеся здесь не по своей воле с 1930 по 1954 гг., получили возможность вернуться на свои малые родины. Произошёл массовый отток населения посёлка.
В 1976 году Петропавловский сельсовет был упразднён, деревня передана в состав Наумовского сельсовета.
Решением Томского облисполкома от 17 марта 1982 года деревня Виленка Наумовского сельсовета Томского района была прекращена к учёту (упразднена) как отдельный населённый пункт Томской области. 24 октября 2004 постановлением Государственной думы Томской области повторно исключена из учётных данных и упразднена. На момент окончательного упразднения Виленка входила в состав Светленского сельского округа Томского района.

## Население
| 1926 | 1939 | 1952 | 1959 | 1970 | 1977 | 1979 |
| ---- | ---- | ---- | ---- | ---- | ---- | ---- |
| 337  | ↘301 | ↘166 | ↘142 | ↘14  | ↘6   | ↘1   |
| 1989 | 2002 |      |      |      |      |      |
| ↘0   | →0   |      |      |      |      |      |

В период заселения, в 1897 году, на Виленском участке проживало 34 человека, в 1916 г. — 267. По переписи 1926 г. в деревне проживало 337 человек (165 мужчин и 172 женщины), основное население — русские.

## Инфраструктура
В начале XXI века на месте бывшего селения (урочище Виленское) постепенно образовался коттеджно-дачный массив построек томских горожан, именуемый товариществом СНТ «Виленский».

## Транспорт
На южной окраине проходит автомобильная дорога общего пользования регионального значения 69К-16 Томск — Самусь.